# 앨런 가디너
앨런 헨더슨 가디너 경 (Sir Alan Henderson Gardiner, FBA, 1879년 3월 29일~1963년 12월 19일)은 영국의 이집트학자, 언어학자, 문헌학자이다. 20세기 초중반에 활동한 이집트학자 가운데 최고로 평가받고 있으며, 이집트 상형문자를 집대성한 가디너 문자표를 정리한 사람이기도 하다.

## 생애
1879년 3월 29일 영국 켄트주 엘텀 (Eltham)에서 태어났다. 어머니는 아기일 때 세상을 떠났으며 아버지가 고용한 가정부 밑에서 형 H. 밸푸어 가디너와 함께 자랐다. 이후 템플 그로브 스쿨과 차터하우스 스쿨에 진학하였다.
차터하우스 스쿨 재학 중 고대 이집트에 관심을 갖게 되었으며, 1895년~1896년에는 프랑스 파리로 건너가 고고학자 가스통 마스페로로부터 이집트학을 배웠다. 이후 장학생 조건으로 옥스퍼드대 퀸스 칼리지에 진학하여 서양고전학 (Literae humaniores)을 전공하였다. 학사 2등급을 취득한 뒤로는 히브리어, 아랍어로 전공을 바꾸어 1901년 제1급 문학사 (BA)를 취득했다. 이 다음에는 프로이센 베를린으로 건너가 유명 이집트학자 쿠르트 하인리히 세테의 수강생이 되었다.
1901년 졸업 후 오스트리아 빈에서 헤드비히 폰 로젠 (Hedwig von Rosen)과 결혼했다. 두 사람 사이에는 아들 둘과 딸 하나를 두었는데, 농촌 부흥 운동가인 롤프 가디너와 예술후원가 마가렛 가디너가 이들의 자녀이다.
1947년 영국 옥스퍼드 인근의 이플리로 이사하여 말년을 보내다 1963년 12월 19일 사망했다. 화장 후 이플리 교회 마당에 안장되었다.

## 연구 활동
1902년 독일 베를린으로 이주, 아돌프 에르만이 기획한 이집트어 사전의 자료 수집을 돕고 1906년~1908년에는 보조집필자로 활동했다. 같은해부터 1912년까지 옥스퍼드대 우스터 칼리지의 레이콕 이집트학 연구원으로도 활동하였다. 1909년부터 두 학기에 걸쳐 아서 웨이갤의 조수로 활동, 테베 지역의 사설 무덤을 조사하였다.
1912년~1914년에는 맨체스터 대학교 이집트학과 부교수 (Reader)로 활동했다. 이 당시 학위에 연연하지 않는 모습을 보였는데 부유한 집안 덕에 넉넉한 자금사정으로 본인의 학문적 관심을 따라서 활동할 수 있었기 때문이다. 1917년부터 1920년까지 이집트 탐사 협회의 중역으로 명예사무관을 지냈으며 이후 회장을 역임하였다.
1915년 이집트로 돌아온 가디너는 시나이반도의 세라비트엘카딤 (Serabit el-Khadim)에서 비문 연구를 진행하였다. 이 과정에서 그동안 학계에 알려지지 않았던 상형문자를 발견, 이것이 최초의 셈 문자임을 확인하였으며, 후대의 모든 셈 문자는 물론 유럽계 문자의 조상으로 추정하였다.
1922년 11월 하워드 카터가 투탕카멘의 무덤을 발굴할 당시 자문과 보조역을 맡았다. 무덤에서 발견된 비문과 인장의 문자를 해독하는 일을 돕는 것은 물론, 후원자인 카나본 경과 <타임스> 지와의 독점계약 건에 관한 조언, 1924년~1925년 부분 발굴된 무덤의 접근 허가와 관련해 이집트 고대 유물부와의 법적 분쟁에도 힘을 보탰다. 1935년부터는 모교인 옥스퍼드대 퀸스 칼리지의 명예학자 (honorary fellow)로 추대되었다.
이후 1960년대 초까지 이집트 연구를 계속하였으며 수많은 서적과 기사를 집필하였다. 그러나 오로지 연구 발표에 한정되는 것을 넘어서 이집트학계 전반에 영향력을 행사했다. 중책을 맡지는 않았어도 학계의 선배로서 널리 존경받는 학자였으며, 교수 임용과 관련해서도 자주 조언하였다.
이밖에도 1910년 옥스퍼드대 문학박사 수여, 1929년 영국 학사원 회원자격 수여, 1943년 미국 철학 학회 회원 선출, 1952년 더럼대, 1956년 케임브리지대 명예문학박사 수여, 1957년 미국 예술 과학 아카데미 회원 선출 등 수많은 학위를 수여받았다. 1948년에는 조지 6세 영국 국왕으로부터 기사 작위를 수여받았다.

## 저서와 작품
가디너의 대표 저서로는 1959년 '토리노 파피루스' 연구와 1961년 이집트사와 연표를 다룬 <파라오의 이집트> (Egypt of the Pharaohs)가 있다.
가디너의 연구는 주로 고대언어에 집중되었으며 특히 고대 이집트어 문헌학에 공헌하였는데 <이집트어 문법> (Egyptian Grammar)와 <가디너 문자표> (Gardiner's Sign List)가 대표작이다. 가디너 문자는 이집트 상형문자의 모든 문자를 집대성한 것으로 오늘날 이집트학자들의 표준으로 여겨진다. <이집트어 문법>의 출판 과정에서 상형문자 전용 활자를 제작하기도 하였는데, 이는 출판환경에서 이집트 상형문자를 구현할 수 있는 몇 안되는 활자이기도 하다.
1914년 이집트 탐사 재단에서 발행하는 <이집트 고고학 저널> (Journal of Egypt Archaeology)의 창간을 도왔으며, 1916년부터 1946년까지 기사 편집 작업도 간헐적으로 도왔다.

## 관련 문헌
- The Admonitions of an Egyptian Sage from a Hieratic Papyrus in Leiden (Pap. Leiden 334 recto). Leipzig, 1909 (reprint Hildesheim - Zürich - New York, 1990).
- A Topographical Catalogue of the Private Tombs of Thebes, with Arthur E.P. Weigall, London, Bernard Quaritch, 1913 (read online).
- "New Literary Works from Ancient Egypt", Journal of Egyptian Archaeology 1 (1914), 20-36 and 100–106.
- Notes on the story of Sinuhe, Paris, Librairie Honoré Champion, 1916 (Read online, Kelvin Smith Library).
- "The Tomb of a much-travelled Theban Official", Journal of Egyptian Archaeology 4 (1917), 28–38.
- "On Certain Participial Formations in Egyptian", Rev. ég. N.S. 2/1-2 (1920), 42–55.
- "The Eloquent Peasant", JEA 9 (1923), 5-25.
- Egyptian Grammar: Being an Introduction to the Study of Hieroglyphs, 3rd Ed., pub. Griffith Institute, Oxford, 1957 (1st edition 1927), ISBN 0-900416-35-1
- The Theory of Speech and Language, 1932
- "The Earliest Manuscripts of the Instruction of Amenemmes I", Mélanges Maspero I.2, 479–496. 1934
- Ancient Egyptian Onomastica. Vol. I—III. London, 1947.
- The Ramesseum Papyri. Plates (Oxford 1955)
- The Theory of Proper Names: A Controversial Essay. London; New York: Oxford University Press, 1957.
- Egypt of the Pharaohs, Oxford 1961

## 같이 보기
- 가디너 문자표
- 이집트 상형문자
- 헨리 밸푸어 가디너 - 형
- 존 엘리엇 가디너 - 손자